# Шалыгина, Елена Евгеньевна
Елена Евгеньевна Шалыгина (род. 15 декабря 1986) — казахстанская спортсменка, борец вольного стиля, бронзовый призёр летних Олимпийских игр 2008 года в Пекине, трёхкратный призёр чемпионатов мира, заслуженный мастер спорта Республики Казахстан.

## Биография
Тренируется с 1996 года. Первый тренер: Гончаров Дмитрий Иванович (Россия, Осинники).
С 2005 года тренируется под руководством заслуженного тренера РК Туманбаева Бауыржана Калмухамедовича в городе Шымкент (Республика Казахстан).
Участник и бронзовый призёр Олимпиады-2008 в Пекине.
Участник Олимпиады-2012 в Лондоне.
Лицензия на ХХХ летние Олимпийские игры завоёвана на Азиатском квалификационном турнире в Астане в марте 2012 года — 1-место.
Призёр нескольких чемпионатов мира.
Победитель и призёр нескольких чемпионатов Азии, Азиатских игр, победитель турниров серии Гран-при «Иван Ярыгин», «Александр Медведь», финала «Золотого Гран-при» памяти Гейдара Алиева в Баку.
Указом президента Республики Казахстан от 29 августа 2008 года награждена орденом «Курмет» из рук президента.
По состоянию на 2025 год известно, что Елена Шалыгина продолжает свою спортивную карьеру.